# Serruria

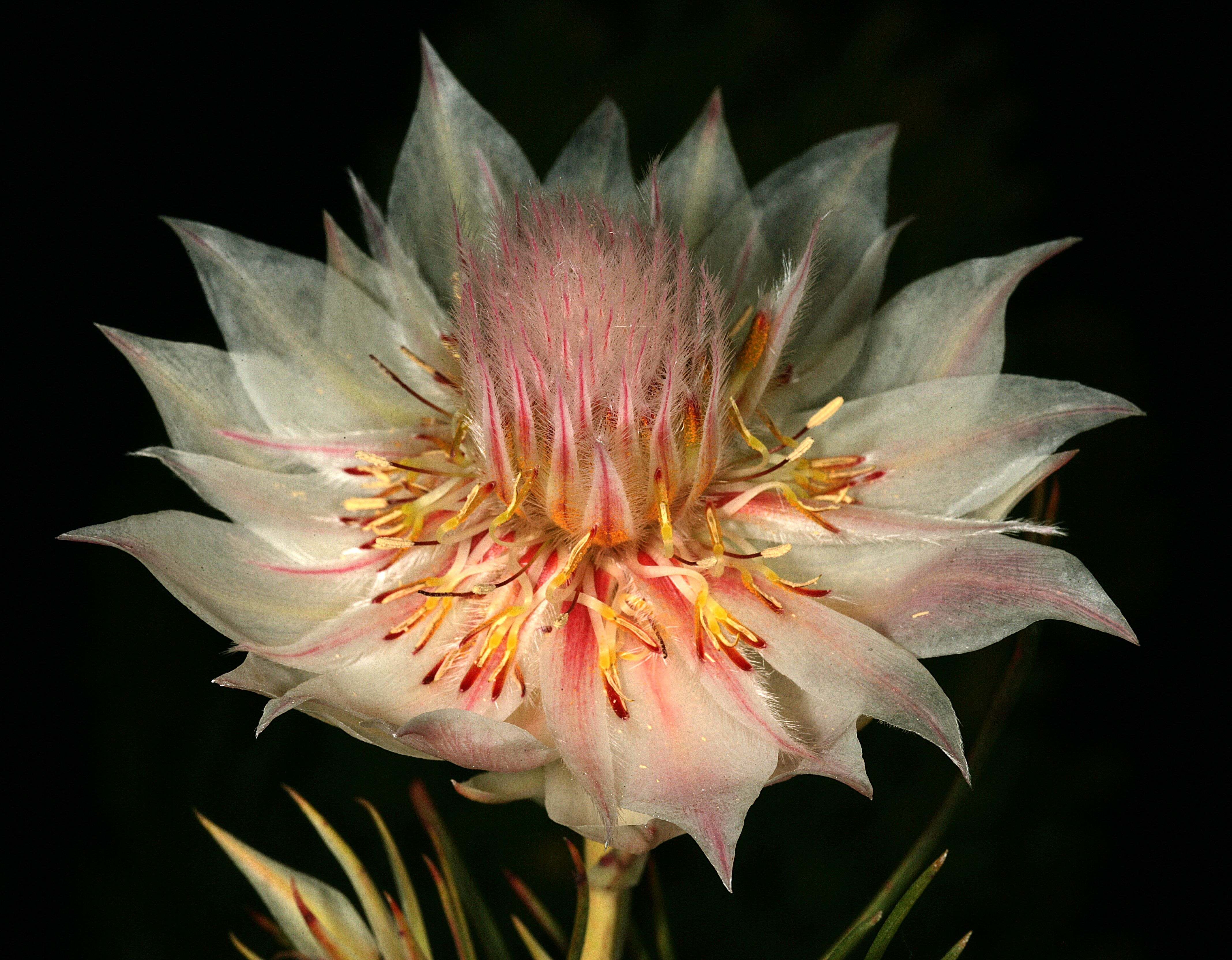
Serruria florida

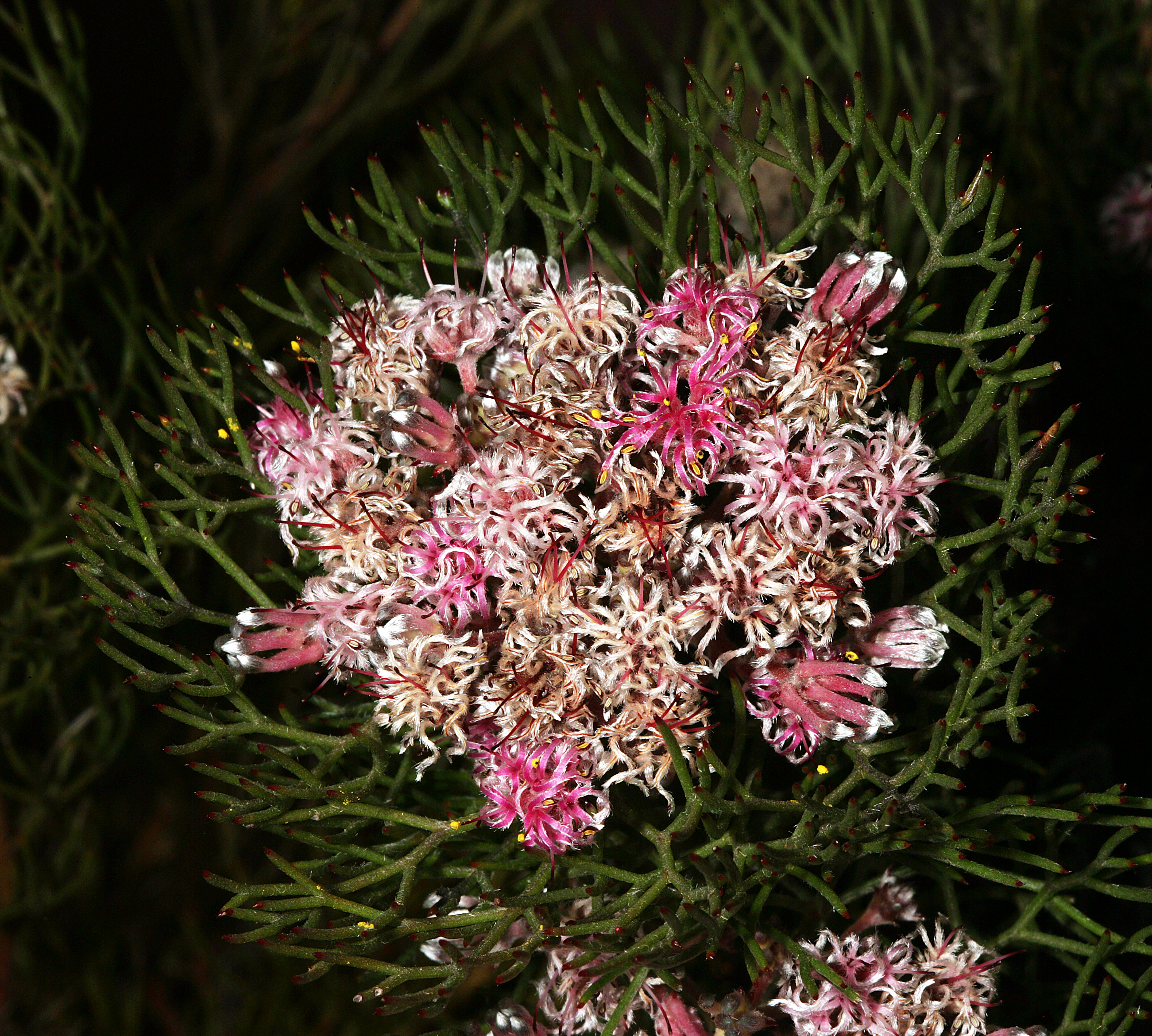
Serruria fasciflora

Serruria Salisb. – rodzaj roślin z rodziny srebrnikowatych (Proteaceae). Obejmuje co najmniej 85 gatunków występujących endemicznie w Republice Południowej Afryki.

## Systematyka
Pozycja i podział rodziny według Angiosperm Phylogeny Website (aktualizowany system APG III z 2009)
Rodzaj z rodziny srebrnikowatych stanowiącej grupę siostrzaną dla platanowatych, wraz z którymi wchodzą w skład rzędu srebrnikowców, stanowiącego jedną ze starszych linii rozwojowych dwuliściennych właściwych. W obrębie rodziny rodzaj stanowi klad bazalny w plemieniu Leucadendreae P.H. Weston & N.P. Barker, 2006. Plemię to klasyfikowane jest do podrodziny Proteoideae Eaton, 1836.
Wykaz gatunków
| - Serruria acrocarpa R. Br. - Serruria adscendens R.Br. - Serruria aemula Knight - Serruria aitonii R.Br. - Serruria altiscapa Rourke - Serruria anemonefolia Knight - Serruria anethifolia Knight - Serruria argentifolia E. Phillips & Hutch. - Serruria artemisiifolia Knight - Serruria balanocephala Rourke - Serruria barbigera Knight - Serruria bergii R. Br. - Serruria biglandulosa Schltr. - Serruria bolusii E. Phillips & Hutch. - Serruria brevifolia E. Phillips & Hutch. - Serruria burmannii R. Br. - Serruria callosa Knight - Serruria candicans R. Br. - Serruria chlamidiflora Knight - Serruria collina Knight - Serruria colorata H. Buek - Serruria concinna Knight - Serruria confragosa Rourke - Serruria cyanoides R. Br. - Serruria cygnea R. Br. - Serruria decipiens R. Br. - Serruria delphiniifolia Knight - Serruria deluvialis Rourke - Serruria diffusa R. Br. - Serruria dodii E. Phillips & Hutch. - Serruria effusa Rourke - Serruria elongata R. Br. - Serruria elumbis Knight - Serruria fallax Knight - Serruria fasciflora Salisb. ex Knight - Serruria flagellaris R. Br. - Serruria flagellifolia Salisb. ex Knight - Serruria flava E. Mey. - Serruria florida Knight - Serruria foeniculacea R. Br. - Serruria foliosa Knight - Serruria frondosa Knight - Serruria fucifolia Salisb. ex Knight | - Serruria furcellata R. Br. - Serruria glomerata R. Br. - Serruria gracilis Knight - Serruria gremialis Rourke - Serruria gremiiflora Knight - Serruria hirsuta R. Br. - Serruria hyemalis Knight - Serruria inconspicua Guth. & Salter - Serruria incrassata H. Buek - Serruria knightii Hutch. - Serruria kraussii Meisn. - Serruria lacunosa Rourke - Serruria leipoldtii E. Phillips & Hutch. - Serruria linearis Salisb. ex Knight - Serruria longipes E. Phillips & Hutch. - Serruria meisneriana Schltr. - Serruria millefolia Knight - Serruria montana Knight - Serruria nervosa Meisn. - Serruria pauciflora E. Phillips & Hutch. - Serruria pedunculata R. Br. - Serruria pinnata R. Br. - Serruria pulchella Knight - Serruria quinquemestris Knight - Serruria rangiferina Knight - Serruria reflexa Rourke - Serruria rosea Phillips - Serruria rostellaris Knight - Serruria roxburghii R. Br. - Serruria rubricaulis R. Br. - Serruria scariosa R. Br. - Serruria simplicifolia R. Br. - Serruria stellata Rourke - Serruria subsericea Hutch. - Serruria trilopha Knight - Serruria triternata R. Br. - Serruria vallaris Knight - Serruria ventricosa E. Phillips & Hutch. - Serruria viridifolia Rourke - Serruria williamsii Rourke - Serruria zanthophylla Knight - Serruria zeyheri Meisn. |